# Баньи, Маргерита
Маргерита Баньи, сценическое имя Маргериты — Мария Баньи (ит. Margherita Bagni; Турин, 21 февраля 1902 года — Рим, 2 июля 1960 года), была итальянской актрисой театра, кино и телевидения.

## Биография и карьера
Дочь актеров Амброджо Баньи и Инес Кристина, она играла на сцене с раннего возраста, а затем присоединилась к театральной труппе Эрмете Дзаккони (ее отчим, был партнером Инес Кристины); в 1923 году она вышла замуж за своего коллегу, Ренцо Риччи, и от брака родилась дочь, Нора Риччи, будущая первая жена Витторио Гассмана, которая также является актрисой.
В 1925 году вместе со своим мужем она создала театральную труппу Риччи-Баньи; в последующие годы она работала с Аннибале Бетроне, затем с Эльзой Мерлини, Руджеро Руджери и Гуалтьеро Тумиати.
Она дебютировала в кино в 1917 году, в 15 лет, в фильме Призраки, но ее настоящая карьера в кино началась в середине 1930-х годов. В кино она была, главным образом, характерной актрисой, и в то же время, она принимала активное участие в озвучке. Например, в начале 1930-х она озвучивала Мари Дресслер в фильме Обед в восемь. Она, также, появилась в нескольких телесериалах, которые имели большой успех.
После Второй мировой войны она принимает участие в театральных труппах Луиджи Чимары, Луиджи Альмиранте и вышеупомянутого Дзаккони.
Её присутствие в кино носит эпизодический, но значительный характер: Она снимается, в общей сложности, в более 40 фильмах. С 1936 года она работает над озвучанием следующих фильмов: «Два сержанта, Тридцать секунд любви». Её карьера в кино продолжается до конца пятидесятых. У неё есть небольшая роль в фильме Жаль, что ты каналья 1954 года. Она, также, работает на телевидении, снимаясь в исторических сериалах режиссеров Марио Ланди, Антона Джулио Маджано и Гульельмо Моранди. Участвует в работах для Radio Rai, в радиопостановках и комедиях.

## Радио проза RAI
- Я помню мать Джона Ван Друтена, режиссер Антон Джулио Маджано, вышла в эфир 18 октября 1951 года.
- О, моя возлюбленная!, режиссер Теренс Раттиган, вышла в эфир 8 марта 1954 года.

## Телевизионная проза RAI
- Грозовой перевал, Эмили Бронте, режиссер Марио Ланди, 1956.
- Гордость и предубеждение, роман Джейн Остин, режиссер Даниэле Д’Анза, 1957.
- Джейн Эйр, Шарлотты Бронте, режиссер Антон Джулио Маджано.
- Викарий Уэйкфилда, по роману Оливера Голдсмита, режиссер Гульельмо Моранди, транслировался с 1 ноября 1959 года.

## Фильмография
- Призраки, режиссёр Антонио Кальдиера (1918)
- Тридцать секунд любви, режиссёр Марио Боннар (1936)
- Два сержанта, режиссёр Энрико Гуаццони (1936)
- Дерево Адама, режиссёр Марио Боннар (1936)
- Доктор Антонио, режиссёр Энрико Гуаццони (1937)
- Жанна Доре, режиссёр Марио Боннар (1938)
- Я, его отец, режиссёр Марио Боннар (1938)
- Вечные мелодии, режиссёр Кармине Галлоне (1940)
- Ужин шутов, режиссёр Алессандро Блазетти (1941)
- Последний танец, режиссёр Камилло Мастрочинкве (1941)
- Обрученные, режиссёр Марио Камерини (1941)
- Королева Наварры, режиссёр Кармин Галлоне (1942)
- Маргарита среди трёх, режиссёра Иво Перилли (1942)
- Наш сосед, режиссёр Джерардо Джерарди (1943)
- Рождество в лагере 119, режиссёр Пьетро Франциски (1947)
- Письмо на рассвете, режиссёр Джорджо Бьянки (1948)
- Мы победили!, режиссёр Роберт Адольф Стеммл (1950)
- Операция Митра, режиссёр Джорджо Кристалини (1951)
- Четыре красные розы, режиссёр Нунцио Малазомма (1951)
- Я выбрал любовь, режиссёр Марио Дзампи (1952)
- Я тебя всегда любил!, режиссёр Марио Коста (1953)
- Неверные, режиссёры Стено и Марио Моничелли (1953)
- Запретная женщина, режиссёр Джузеппе Амато (1953)
- Если вы выиграли сто миллионов, режиссёры Карло Кампогаллиани и Карло Московини (1953)
- Лодочник Амальфи, режиссёр Мино Роли (1954)
- Наши времена, режиссёр Алессандро Блазетти (1954)
- Восемнадцатилетние, режиссёр Марио Маттоли (1955)
- Граф Акуила, режиссёр Гвидо Сальвини (1955)
- Жаль, что ты каналья, режиссёр Алессандро Блазетти (1955)
- Счастье быть женщиной, режиссёр Алессандро Блазетти (1956)
- Ребята из Париоли, режиссёр Серджио Корбуччи (1959)
- Властный больше, чем прежде, режиссёр Марио Маттоли (1959)

## Дубляж
Она была частью группы актеров озвучки и дубляжа первого поколения, начиная с 1929—1930 годов, в студиях Paramount в Жоинвили, во Франции, где в конце 1920-х годов были подготовлены версии для всего европейского рынка, включая Римские Учреждения, когда они были в состоянии выполнять автономную и качественную работу. Баньи, также, была итальянским голосом Джин Харлоу.
Озвучивала следующих актрис:
- Нанда Примавера в фильме Маленькая почта
- Джин Харлоу в фильме Ревность, Моря Китая
- Мари Дресслер в 1951 году в фильме Обед в восемь
- Хелен Бродерик в фильме Зимнее безумие
- Энн Ревер в фильме Чародейка

В свою очередь, Маргарита Баньи была озвучена в некоторых фильмах, а точнее:
- Франка Доминичи озвучивала Баньи в фильме Слезы невесты
- Лидия Симонески озвучивала Баньи в фильмах Маргарита среди трех и Восемнадцатилетние